# Raión de Stara Syniava
Raión de Stara Syniava (en ucraniano: Старосинявський район) es un antiguo raión o distrito de Ucrania en el óblast de Jmelnitski. 
Comprende una superficie de 662 km².
La capital fue la ciudad de Stara Syniava.

## Demografía
Según estimación 2010 contaba con una población total de 22400 habitantes.

## Otros datos
El código KOATUU fue 6824400000. El código postal 31400 y el prefijo telefónico +380 3850.